# Aberedw
Aberedw est un village et une communauté du Powys, au pays de Galles.

## Géographie
Aberedw est situé dans le sud du Powys, à 8 km au sud-est de la ville de Builth Wells. Il appartient au comté historique du Radnorshire.
La communauté d'Aberedw comprend aussi le village de Llanbadarn y Garreg (en). Elle abrite les ruines du château d'Aberedw (en).

## Démographie
Au recensement de 2011, la communauté d'Aberedw comptait 229 habitants.